# Le Survivant (livre)
Pour les articles homonymes, voir Le Survivant (homonymie).
Le Survivant (Lone Survivor) est un livre américain de Marcus Luttrell et Patrick Robinson paru en 2007 et en 2013 pour la traduction française.

## Résumé
En juin 2005, quatre hommes des Navy SEAL's sont infiltrés au cœur de la province afghane de Kounar, à proximité de la frontière pakistanaise, avec pour mission (l'opération Red Wings) de capturer ou de neutraliser Muhammad Ismail, un chef taliban retranché avec son escorte dans des montagnes particulièrement inhospitalières.
Mais quelques heures seulement après leur infiltration, les quatre hommes tombent dans une embuscade conduite par plus d’une centaine de talibans. Malgré l’appui de renforts héliportés et une lutte acharnée à 3 000 mètres d’altitude, les combats prennent une tournure dramatique.
À la nuit tombée, dix-neuf Américains gisent sur le terrain. Morts. Pour le Navy SEAL Marcus Luttrell, blessé durant les combats et unique rescapé de cette embuscade, il s’agit désormais de survivre, en ne comptant que sur lui-même, sans imaginer l’extraordinaire revirement que lui réserve le destin.

## Adaptation cinématographique
Ce livre a inspiré Peter Berg qui en a fait un film, Du sang et des larmes, sorti en janvier 2014.
À noter que Marcus Luttrell était présent pendant le tournage et c'est Mark Wahlberg qui incarna celui-ci.